# 戦争レクイエム
『戦争レクイエム』（せんそうレクイエム、英語: War Requiem）作品66は、イギリスの作曲家ベンジャミン・ブリテンが1962年に発表した管弦楽付き合唱作品である。テクストにはラテン語によるカトリックの典礼文と、第一次世界大戦に従軍し25歳の若さで戦死したイギリスの詩人ウィルフレッド・オーウェン（1893年 - 1918年）による英語の詩が使われており、第二次世界大戦における全ての国の犠牲者を追悼するとともに、戦争の不合理さを告発し世界の平和を願う作品となっている。
3人の独唱者と混声合唱および児童合唱、大小2つのオーケストラにより演奏され、所要時間は約1時間25分。「第1章 レクイエム・エテルナム（永遠の安息）」、「第2章 ディエス・イレ（怒りの日）」、「第3章 オッフェルトリウム（奉献唱）」、「第4章 サンクトゥス（聖なるかな）」、「第5章 アニュス・デイ（神の子羊）」、「第6章 リベラ・メ（我を解き放ちたまえ）」の6つの楽章で構成されている。なお、第6章「リベラ・メ」で使われているラテン語のテクスト「リベラ・メ」と「イン・パラディスム（楽園にて）」は、それぞれ「死者のためのミサ」が終わった後の「赦祷式」と、柩を墓地へ運ぶ時のためのものであり、本来は「レクイエム」の典礼文には含まれない。

## 作品の特徴

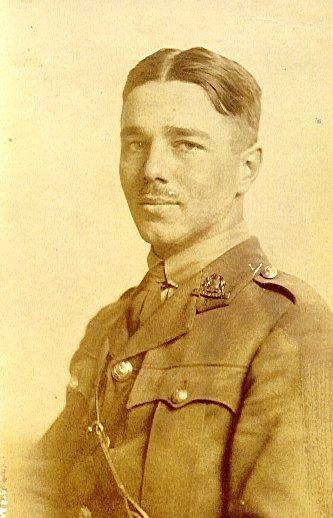
ウィルフレッド・オーウェン

『戦争レクイエム』の特徴は、典礼文とオーウェンの詩を対比・融合させ、カトリックの「死者のためのミサ」の世界と現実的な世界を交錯させている点にある。オーウェンは、第一次世界大戦に従軍して戦争の現実を目の当たりにし、殺し殺される運命にある兵士の苦悩や自己の内面の葛藤を表現した詩人である。オーウェンの詩作に対する姿勢は彼の詩集の序文に現れており、『戦争レクイエム』のスコアの扉ページには、その一節が次のように引用されている。
My subject is War. and the pity of War.
The Poetry is in the pity... 
All a poet can do today is warn.

私の詩の主題は戦争であり、戦争の哀れさである。
詩はその哀れさの中にある。･･････
今日、詩人がなしうることは、警告することだけである。
『戦争レクイエム』の作曲にあたり、ブリテンはオーウェンの作品から9篇の詩を選び出し、ミサの典礼文と巧みに組み合わせてテクストを構成した。例えば第2章「ディエス・イレ」において典礼文が「最後の審判」のラッパに言及した後に軍隊の消燈ラッパが登場する詩が置かれるといったように、テクストは緊密に結び付けられている。ブリテンはこの作品におけるオーウェンの詩の役割を「レクイエムの一種の注釈」と説明しているが、第3章「オッフェルトリウム」において聖書に出てくる逸話が全く違う結末に置き換えられてしまうように、オーウェンの詩は直前に置かれた典礼文の内容を転覆し、あるいは戦争に対するキリスト教の態度そのものを批判するかのように配置されており、二つのテクストはフィナーレ部分において融和するまで厳しく対立し続けている。
また、独特なオーケストレーションにより、テクストだけでなく楽曲のテクスチュアも対比されるようになっている。演奏者は大きく三つのグループに分けられており、「ソプラノ独唱・混声合唱とオーケストラ」はラテン語の典礼文による歌とその伴奏を担当し、「テノール独唱・バリトン独唱と12名の奏者による室内オーケストラ」はオーウェンの詩による歌とその伴奏を担当するようになっている。また、「児童合唱とオルガン」のグループはラテン語の典礼文を歌うが遠くに置かれ、遠近感のある響きが得られるようになっている。なお、二つのグループが異なるテンポで演奏する場面もあり、ブリテン自身はこの曲の演奏には2名の指揮者が必要だと考えていた。
このように『戦争レクイエム』は、ラテン語と英語、典礼文と詩、レクイエムと歌曲、オーケストラと室内楽など、様々な要素が対比され、テクストと音楽の両面において複雑で多元的な構造を持つ新しいレクイエム（死者のためのミサ曲）の形式による作品となっている。

## ブリテンと平和主義

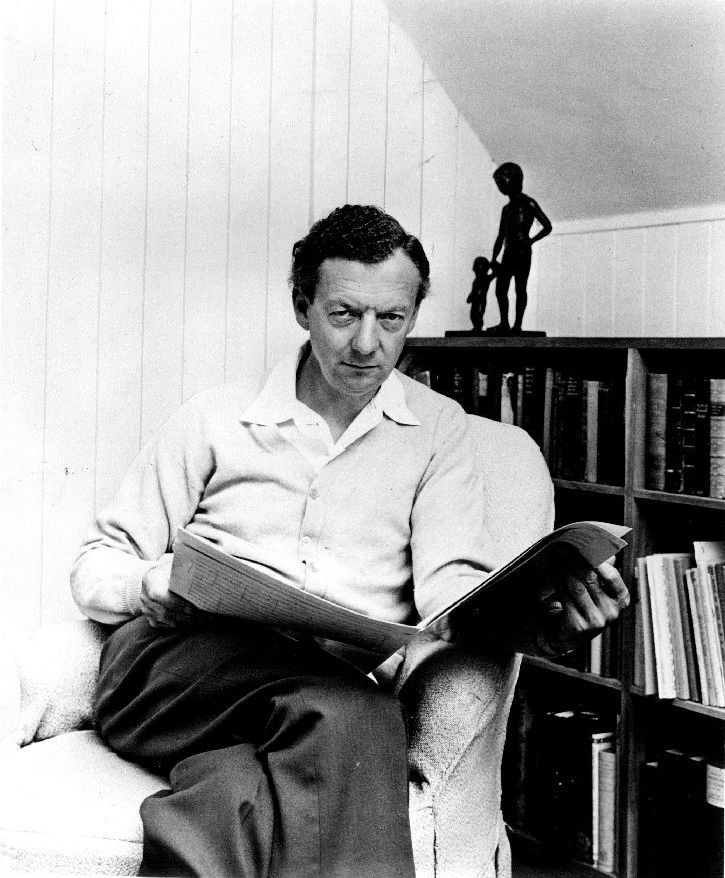
ベンジャミン・ブリテン

ブリテンは生来優しく繊細な性格で暴力を嫌っており、作曲の師であるフランク・ブリッジからも平和主義の影響を受けていた。1935年には映画音楽の制作を通して詩人のW・H・オーデンと出会い親交を深めるが、その影響で平和主義の傾向はさらに強固なものになった。オーウェンの影響を強く受けていたオーデンは周囲の者に対してオーウェンの詩を読むことを熱心に勧めており、ブリテンはこの頃にオーデンを通じてオーウェンを理解する手がかりを得ていた可能性が考えられる。そのオーデンは1939年1月にアメリカ大陸に移住し、同年5月にはブリテンも親友ピーター・ピアーズとともにイギリスを離れ、カナダ･アメリカに向かった。同年9月には第二次世界大戦が勃発し、イギリスの友人からは帰国を促す手紙が届くが、ブリテンはさらに数年間アメリカにとどまり続けた。アメリカ滞在中の1940年には日本政府の委嘱により『シンフォニア・ダ・レクイエム』作品20を作曲しているが、この曲についてはブリテン自身が新聞に「私が作品に込めようとしているのは私自身の反戦的信条のすべて」だと寄稿しており、平和主義的な内容や典礼文に基づく楽章タイトルなど、『戦争レクイエム』を予告する作品であると言える。
その後、ホームシックになったブリテンはピアーズとともに1942年4月17日にイギリスに帰国すると、裁判所に対して良心的兵役拒否を申し出た。
この申し出は最終的に1943年5月に認可され、ブリテンは、同じく良心的兵役拒否者となったピアーズとともに「戦意高揚のための音楽家・美術家委員会（CEMA）」のためのコンサートを行った。その一方で、ブリテンやピアーズの友人の中には、従軍し大戦の犠牲となった者もいる。ロジャー・バーニー、デヴィッド・ギルは戦死し、マイケル・ハリディは従軍中に行方不明となった。『戦争レクイエム』は、この3名と1959年に自殺したピアーズ・ダンカリーの思い出に捧げられ、スコアには4人の友人の名前が記されている。
平和主義者のブリテンではあったが第二次世界大戦を扱った作品は決して多くない。第二次世界大戦が終結した1940年代後半には、戦争や暴力に反対する内容の大規模な合唱曲を構想するが、それらは実を結ばず、1955年には、イーディス・シットウェルの詩による、ロンドン空襲を扱った『カンティクル第3番「なおも雨は降る」』作品55を作曲している。これはブリテンが第二次世界大戦に直接言及した数少ない作品の一つである。

## 作曲の経緯

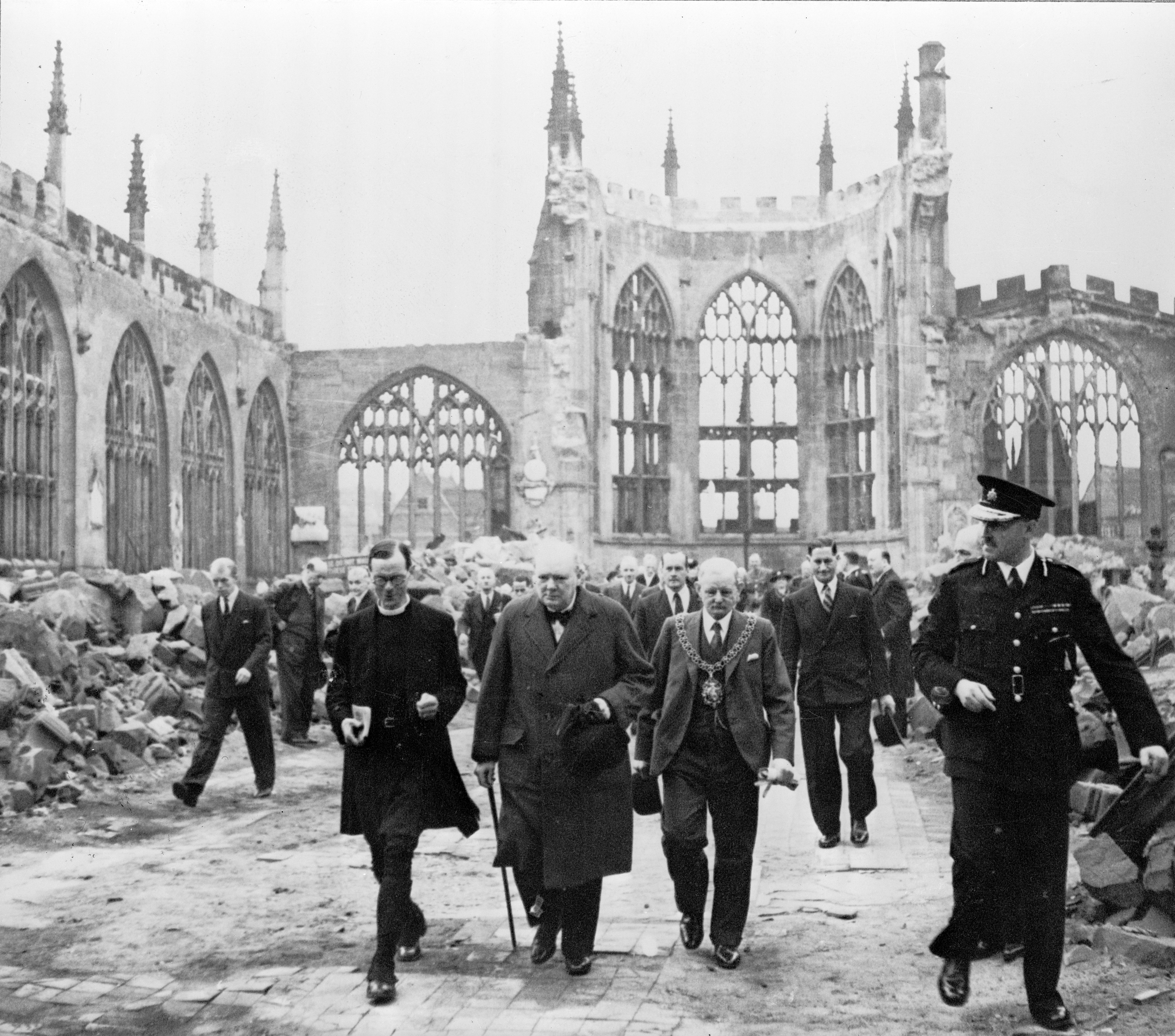
空襲で破壊された聖マイケル大聖堂を訪れたチャーチル（1941年）

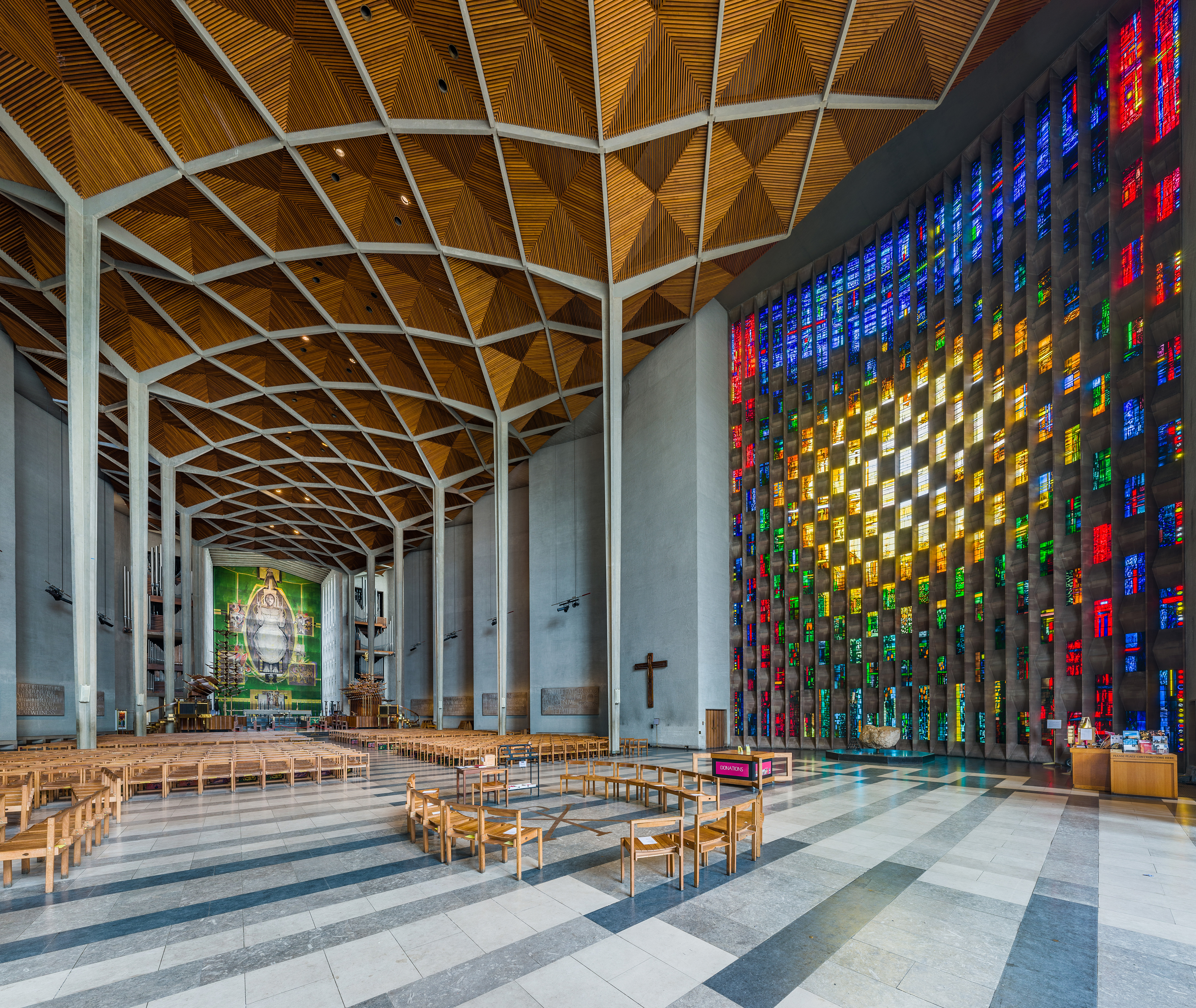
再建された大聖堂の内部

1958年10月7日、ブリテンは、第二次世界大戦で破壊されたコヴェントリー大聖堂の再建を祝う献堂式のための楽曲を委嘱され、このことが『戦争レクイエム』が生まれる直接のきっかけとなった。
大聖堂があるコヴェントリーはイギリス中部のウォリックシャー州にある工業都市で、第二次世界大戦中の1940年11月14日にドイツ空軍の激しい空襲を受けた。市のシンボルであった大聖堂もこの時に破壊されたが、戦後、建築家バジル・スペンスの設計による現代的な新しい大聖堂が破壊された聖堂の廃墟に隣接して建てられることとなり、彫刻家ジェイコブ・エプスタイン、画家のグレアム・サザーランド、ジョン・パイパー、エリザベス・フリンクなど多くの芸術家がこの再建に関わった。
ブリテンへの作曲の委嘱は、献堂式ために組織された式典芸術委員会から行われたが、英国王室楽長であったアーサー・ブリスを差し置いてブリテンが起用されたことは、当時のイギリス楽壇では意外性をもって受け止められた。
献堂式の音楽については、「30分から40分の堅固な作品で、歌詞は神聖なものか世俗的なものかどちらでもよい」という条件があるだけで、内容は作曲者に一任されていた。指揮者でありブリテンに関する著作があるポール・キルデアは、委嘱を受ける数年前からブリテンが構想を進めていた「20世紀のヨーロッパでの出来事のための」ミサ曲が『戦争レクイエム』につながり、ミサの典礼文とオーウェンの詩を並列させる計画もすでに考えられていたとしている。なお、ブリテンは、委嘱を受けた1958年の作品『"ノクターン"』作品66の第6章「彼女はおだやかに最期の吐息をついて眠る」でオーウェンの詩に曲付けし、同年7月16日に放送されたBBCの番組「私の選んだ詩と曲」でもオーウェンの「奇妙な出会い（Strange Meeting）」（この詩は『戦争レクイエム』のテクストにも使われている）を取り上げ、これに曲を付けている。ブリテンは早くからイギリスの詩に親しむとともに、詩を使った音楽表現の可能性を追究して実験を重ねてきており、典礼文とオーウェンの詩を組み合わせるという試みは、そうした「実験」の積み重ねの上にあったと言える。
ブリテンは作曲にあたり、公私ともにブリテンのパートナーであったテノールのピーター・ピアーズ、かねてから親交があったドイツのバリトン、ディートリヒ・フィッシャー＝ディースカウ、ソ連のソプラノ 、ガリーナ・ヴィシネフスカヤの3名が独唱者として歌うことを念頭に置いていた。第二次世界大戦におけるヨーロッパでの中心的交戦国であり、いずれも甚大な被害を受けたイギリス・ドイツ・ソ連の演奏家が同じステージで歌うことにより、作品の内容だけでなく、演奏行為それ自体にも「戦争からの和解」というメッセージ性を持たせようとしたのである。
まだ作曲の途上にあった1961年2月16日には早くもフィッシャー＝ディースカウに手紙を送り、作曲中の作品の趣旨を説明するとともに初演への出演を依頼し、3月1日には快諾を得ている。この手紙の中で「作品は年内には完成する」と予告していたとおり、同年12月20日にオールドバラの自宅でスコアが完成した。なお、作曲の委嘱を受けてから作品が完成するまでの約3年間には、『ミサ・ブレヴィス』作品63（1959年）、歌劇『真夏の夜の夢』作品64（1960年）や、ヴィシネフスカヤの夫であるソ連のチェロ奏者ムスティスラフ・ロストロポーヴィチのための「チェロソナタ」作品65（1961年）などの作品が手がけられている。
一方、ブリテンが手がける「献堂式の作品」については、その構想の一部がすでに世間に知れ渡っていたが、祝賀の式典にレクイエムが使われることをはじめとして、第二次世界大戦で破壊された大聖堂の献堂式に第一次世界大戦中に書かれたオーウェンの詩が使われること、さらには、大聖堂を破壊した当のドイツから独唱者が参加する予定であることに対し、人々は懸念を抱いた。

## 初演

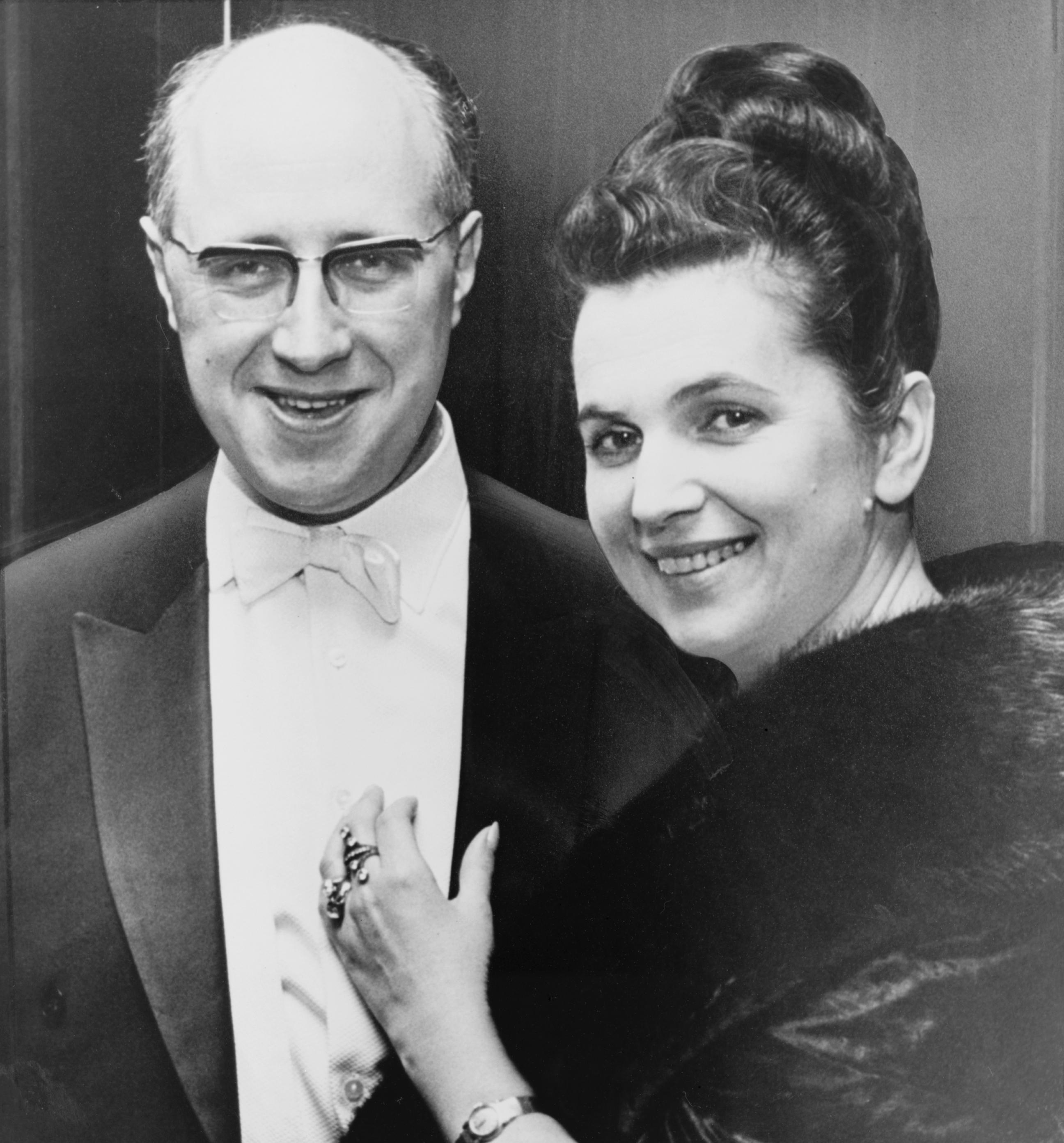
ヴィシネフスカヤ（右）とロストロポーヴィチ

初演に向けての大きな問題点はヴィシネフスカヤの出演が確定していないことであった。すでに1961年の夏、オールドバラ音楽祭にヴィシネフスカヤが出演した際、ブリテンは彼女に『戦争レクイエム』への出演を直接依頼し快諾を得ていたがソ連当局が出演許可を与えていなかったのである。ブリテンはソ連文化省に手紙を送り、ヴィシネフスカヤも文化省のエカチェリーナ・フルツェワに直談判を行ったがソ連当局は出演を拒み続けていた。『戦争レクイエム』が完成した1961年といえばベルリンの壁の建設やアメリカとキューバの断交など冷戦に伴う緊張が高まっていた時期ではあったが東西の文化的な交流が途絶えていた訳ではなく、まさに『戦争レクイエム』の初演が行われる直前の1962年5月、ヴィシネフスカヤはロイヤル・オペラ・ハウスでの『アイーダ』公演のためイギリスを訪れていたのである。ソ連当局の許可さえ得られれば彼女はそのままイギリスに残って『戦争レクイエム』に出演できるはずであり、ブリテンやロストロポーヴィチは間際まで粘り強く交渉を行った。しかしその努力も空しく、『アイーダ』公演の最終日、ヴィシネフスカヤに帰国命令が下された。
ヴィシネフスカヤの代役はイギリスのソプラノ歌手ヘザー・ハーパーが務めることとなった。ブリテンはあらかじめ、ヴィシネフスカヤが出演できなかった場合に備え、ハーパーに準備するよう依頼していたのである。とは言え、代役が正式に決まったのは本番直前であり、ハーパーはわずか10日間の猶予期間で本番に臨まなければならなかった。
1962年5月30日、コヴェントリーの聖マイケル教会における初演は、ピアーズ（テノール）、フィッシャー＝ディースカウ（バリトン）、ハーパー（ソプラノ）の3名の独唱者、メレディス・デイヴィス指揮によるバーミンガム市交響楽団、コヴェントリー祝祭合唱団、レミントンとストラットフォードのホーリー・トリニティ教会児童合唱団、ブリテン自身の指揮によるメロス・アンサンブルによって行われた。
この時の演奏では、第2章「ディエス・イレ」の途中でファンファーレを担当する金管楽器奏者が出るタイミングを完全に見失ってしまうなどのミスがあり、ブリテンはその出来栄えに満足しなかったが、聴衆には好意的に受け止められた。出演者のフィッシャー＝ディースカウもフィナーレの部分では戦死した友人や戦争にまつわる様々な思いが去来し、涙ぐみながら歌ったという。
初演当日の演奏はBBCがモノラル録音しており、ブリテンの生誕100年にあたる2013年にイギリスのテスタメント社がCD化している。

## 作品に対する反響

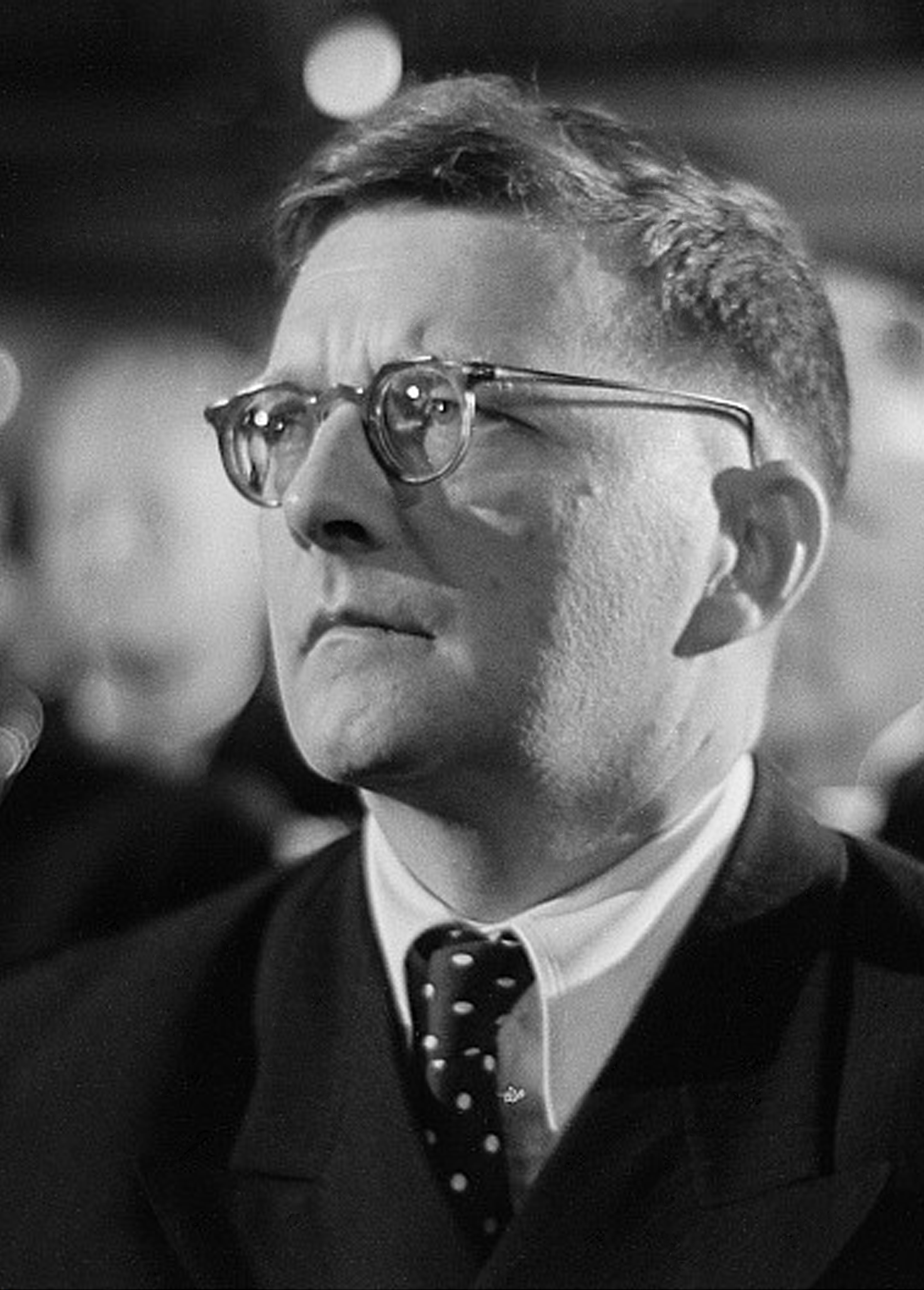
ドミートリイ・ショスタコーヴィチ

『戦争レクイエム』によってブリテンの作曲家としての名声は頂点に達した。音楽評論家のウィリアム・マンは、初演に先立って『タイムズ』紙に「ブリテンの傑作が戦争を告発する」という記事を匿名で発表し、「この作品だけが……人間の中に目を覚ます野蛮さを告発し、生きとし生ける者の魂を揺り動かすことができる。」と書き、初演後も「ブリテンが今までに我々に与えてくれた最高傑作」と高く評価した。音楽学者のピーター・エヴァンズは、「『戦争レクイエム』が呼び起こした音楽的感銘の大きさは、新曲の初演を聴いた近年のどの記憶をも凌駕している。」と書き、脚本家のピーター・シェーファーは、雑誌『タイム・アンド・タイド』で、「かつてわが国で作曲された宗教曲の中で最も荘重かつ感動的な作品であり、20世紀に作られた最も偉大な音楽作品の一つであると信ずる。」と賞賛した。
この曲を高く評価したのは一部の専門家にとどまらなかった。後述するように、初演の翌年に発売された自作自演のLPレコードは現代の作曲家の作品としては異例の売れ行きを記録し、今日では全世界において『戦争レクイエム』は名曲であると見なされている。
一方、ブリテンと親交が深かったソ連のドミートリイ・ショスタコーヴィチは、1963年の夏にブリテンから送られた楽譜と録音により『戦争レクイエム』を知り、「人間精神の偉大な作品」の一つであると感嘆したが、他の作曲家による「死」を扱った作品と同様、最後は浄化されるような雰囲気で美しく終わってしまうことには納得がいかなかった。ショスタコーヴィチが1969年に作曲した交響曲第14番は、彼の「死は誰にでも訪れるものであり、感傷を交えないで描かれるべき」という考えを具現化したものであり、作品はブリテンに献呈された。これは『戦争レクイエム』に対する回答でもあり、ショスタコーヴィチは作品を通してブリテンとの対話を試みたのである。
1962年5月のコヴェントリーでの初演の後、『戦争レクイエム』は同年12月6日にウェストミンスター大聖堂で再演され、その後2～3年のうちにイギリス国内の主要都市のほとんどで演奏されるようになった。また、イギリス国外では、初演から約半年後の1962年11月18日に西ドイツで初演されたのをはじめとして、1963年7月にはアメリカおよび南半球初となるニュージーランドで、1964年1月にはオランダで、1965年には2月13日に東ドイツ初演が行われた直後の2月22日に日本初演が行われている。なお、日本初演は東京文化会館において、デイヴィッド・ウィルコックスの指揮、読売日本交響楽団その他によって演奏された。
『戦争レクイエム』は作品の性格上、平和を祈念する行事などに合わせて演奏されることもある。上記の西ドイツ初演はベルリンでの第一次世界大戦の終結記念日に、東ドイツ初演はドレスデン爆撃の20周年に合わせて行われており、イギリスでは1964年にオットーボイレンでの英独首脳会談に合わせて演奏されている。日本では、原爆投下の40周年にあたる1985年に小澤征爾が広島で演奏しているほか、東京大空襲で被害が大きかった東京都墨田区においては、1997年にすみだトリフォニーホールの杮落とし公演でムスティスラフ・ロストロポーヴィチ指揮新日本フィルハーモニー交響楽団による演奏が行われ、その後も2008年3月23日に「すみだ平和祈念コンサート」でクリスティアン・アルミンクの指揮により取り上げられている。このように、『戦争レクイエム』は演奏する場所や日時にも大きな意味を持つ、社会性の大きい作品としても認知されている。

## 自作自演による初録音

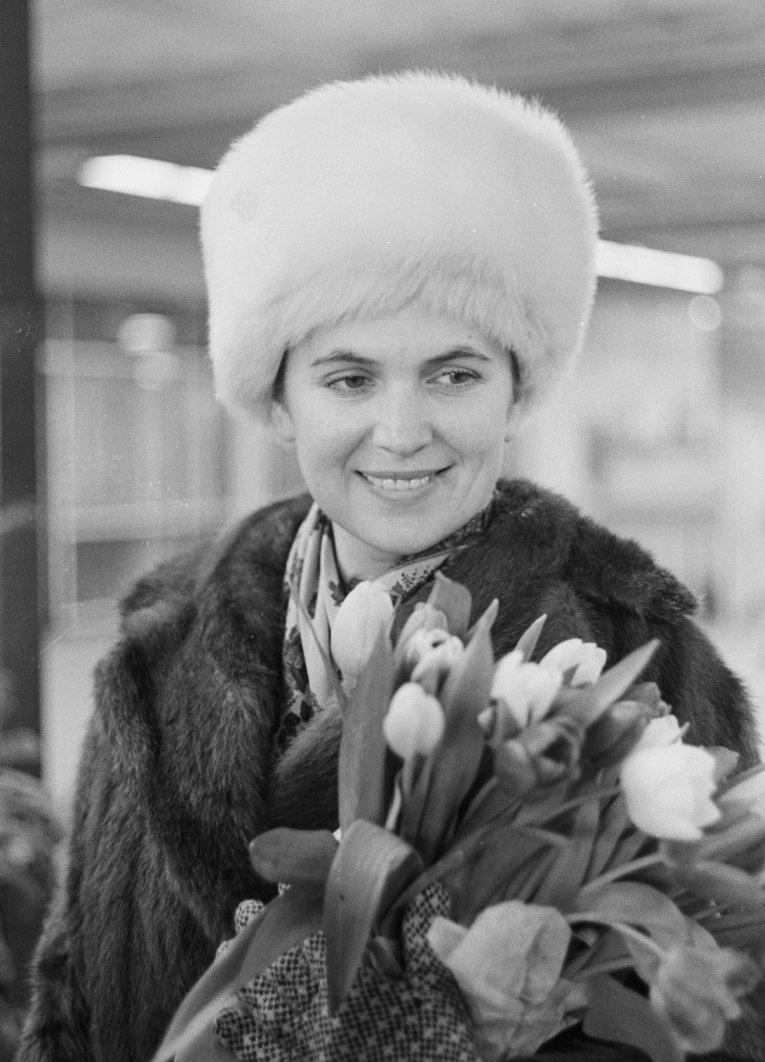
ガリーナ・ヴィシネフスカヤ（1963年）

1962年1月、まだ初演前の『戦争レクイエム』の手稿をブリテンから見せられたデッカ・レコードのプロデューサー、ジョン・カルショーは作品の素晴らしさに気づき、ただちにレコード化を思い立った。デッカの重役はレコーディングにかかる経費を抑えるため初演をライブ録音することを提案したが、カルショーは大聖堂での演奏が響きすぎることなどを理由に初演を録音することには反対し、彼の主張どおり、日をあらためてセッション録音が行われることとなった。ただし、ブリテンの体調が良くなかったこともあって録音の計画は延期を重ね、初演の翌年にずれこんだ。
1963年の1月3日～5日、7日、8日、10日の6日間にわたって、ロンドンのキングズウェイ・ホールでデッカによりレコーディングが行われた。オーケストラはバーミンガム市交響楽団からロンドン交響楽団に変わり、指揮はブリテンが1人で行った。テノールとバリトンの独唱者は初演に引き続きピアーズとフィッシャー＝ディースカウが務め、今回はヴィシネフスカヤの参加が可能となったため、ようやくブリテンが構想した理想的な独唱者が一堂に会することとなった。なお、当時フィッシャー＝ディースカウはデッカと契約関係になかったため出演交渉には困難が予想されたが、カルショーに頼まれたブリテンがフィッシャー＝ディースカウに電話をかけ、フィッシャー=ディースカウは当時の契約会社に交渉し、デッカの録音に自分が参加することを認めさせた。
カルショーはブリテンが意図した音楽の遠近感を出すため、混声合唱とソプラノ独唱はオーケストラ後方のバルコニーに配置してマイクを置き、男性独唱と室内オーケストラは指揮者の後方に、児童合唱はバルコニーの角にマイクをつけずに配置するなど、セッティングを重視してレコーディングを行った。ただし、この独特なセッティングは思わぬトラブルも招いた。初めて参加したヴィシネフスカヤが、ソリストのうち自分だけ立ち位置が違っていることを差別だと誤解して激しく取り乱し、初日の録音はヴィシネフスカヤ抜きで行わざるを得なかったのである。なお、その後ヴィシネフスカヤの誤解は解け、2日目からは何事もなかったようにレコーディングに参加した。
完成した自作自演のレコードは、発売から1年で20万枚という、クラシック音楽としては異例の売り上げを記録し、第6回グラミー賞において「クラシカル・アルバム・オブ・ザ・イヤー」、「最優秀合唱（オペラを除く）パフォーマンス賞」、「最優秀クラシック・コンテンポラリー・作曲賞」の3賞に輝き、日本においても音楽之友社の第1回レコード･アカデミー大賞を受賞している。
なお、レコーディングの際、カルショーはブリテンに無断でリハーサルの様子を隠し録りしていた。16時間に及ぶテープから50分に編集して作られた特製レコードは、同年11月にブリテン50歳の誕生日を祝って贈呈されたがブリテンはこのサプライズを喜ばず、特製レコードはその後封印されてしまった。この音源は1999年に再発売された自作自演のCDに付けられ、ブリテンが自作をリハーサルする様子が一般にも知られるようになった。そこでは、ユーモアを交えながらも、「ヒステリーを起こすように」「もっと背筋が寒くなるように」など、言葉巧みに自作のイメージを伝えようとするブリテンの仕事ぶりが記録されている。

## 編成

### 声楽
- ソプラノ独唱、テノール独唱、バリトン独唱
- 混声8部合唱
- 児童合唱

### オーケストラ
- フルート 3（第3フルートはピッコロ持ち替え）
- オーボエ 2 [注 35]
- イングリッシュホルン
- クラリネット 3（第3クラリネットはE♭管とバスクラリネット持ち替え）
- ファゴット 2
- コントラファゴット 1
- ホルン 6
- トランペット 4
- トロンボーン 3
- チューバ 1
- ピアノ
- オルガン（あるいはハーモニウム）※オルガンは児童合唱と共に離れた場所から聞こえるようにするため、ハーモニウムかポータブル・オルガンを使うことが望ましい。グランド・オルガンは第6章のみ任意で使用する[6]。
- ティンパニ
- 打楽器 （サイドドラム2、テナードラム、バスドラム、タンブリン、トライアングル、シンバル、カスタネット、鞭、チャイニーズ・ブロック、銅鑼、鐘（C，F#）、ヴィブラフォン、グロッケンシュピール、アンティークシンバル（C，F#）） [注 36]
- 弦五部（ヴァイオリン第1・第2、ヴィオラ、チェロ、コントラバス）

### 室内オーケストラ
- フルート 1（ピッコロ持ち替え）
- オーボエ 1（イングリッシュホルン持ち替え）
- クラリネット 1
- ファゴット 1
- ホルン 1
- 打楽器（ティンパニ3個、サイドドラム、バスドラム、シンバル、銅鑼）
- ハープ 1
- ヴァイオリン第1・第2（各1）
- ヴィオラ 1
- チェロ 1
- コントラバス 1

## 構成

### 第1章：レクイエム・エテルナム（永遠の安息）
嬰ヘ音とハ音の増四度（または転回した減五度）の不安定な響きと、弔いの鐘の音が特徴的であり、ラテン語の「永遠の安息」という歌詞とは裏腹に不安を掻き立てる音楽になっている。途中からテノール独唱がオーウェンの詩「戦死の宿命にある若者たちへの聖歌（Anthem for Doomed Youth）」を歌うが、「家畜のように死んでゆく若者たちに　何の鐘があろうか。ただ　恐ろしい大砲の怒りのさく烈があるだけだ。」に始まる歌詞は、典礼文への抗議の言葉となっている。最後は嬰ヘ音とハ音の鐘が鳴り、ラテン語の「主よ、憐れみたまえ。」による短い結尾部分となり、最後はヘ長調の主和音で閉じられる。なお、この結尾の音楽は歌詞を変えて第2章と第6章の最後にも付けられる。

### 第2章：ディエス・イレ（怒りの日）
約25分を要する長い楽章である。最後の審判を歌うラテン語の典礼文にオーウェンの詩が4篇挿入され、形式的に複雑な構成になっている。
冒頭に金管群が奏でるファンファーレは、最後の審判を告げるラッパと軍隊のラッパの2つのイメージが重ねられており、この後に何度も登場する重要なモチーフである（以下「ラッパの動機」と呼ぶ。）。4分の7拍子で歌われる「怒りの日」の旋律は、グレゴリオ聖歌「怒りの日」には基づいていないが、使っている音の構成や音域にはやや類似している点がある。「ラッパの動機」と「怒りの日」の旋律が交互に演奏されながら盛り上がり、「奇異なるラッパ（Tuba mirum）」の部分では同時に演奏される。その後、次第に音楽はおさまり、「ラッパの動機」が木管楽器に移ると、オーウェンの詩の断片「だが私は恒星を見つめていた（But I was Looking at the Permanent Stars）」がバリトン独唱によって歌われる。ここで描かれるのは、川岸にある野営地の夜の情景、消燈ラッパが響く中で明日への不安を抱きつつ眠る少年兵の姿である。歌い出しの歌詞である「ラッパが歌った（Bugles Sang）」は、「ラッパの動機」と同じく上行する分散和音で歌われる。
音楽が一旦おさまるとソプラノ独唱が初めて登場し、合唱とともにラテン語で「世を裁くために記された記録が差し出され」と歌う。続くオーウェンの詩「次の戦争（The Next War）」では、テノール独唱とバリトン独唱が「戦場では、おれたちは全く親しげに「死」に向かって歩いていった。」と、戦場で日常茶飯事であった死を「楽しげに」歌う。
次の「慈しみ深いイエスよ、思い出したまえ」は女声合唱のみで歌われ、テンポが速くなる「呪われし者共を罰し」からは男声合唱に交替し、そのままオーウェンの詩「ソネット－われらの大砲の一つが使用されているのを見て－（Sonnet：On Seeding A Piece Of Our Artillery Brought Into Action）」につながる。室内オーケストラのティンパニによる五連符を伴ってバリトン独唱が f で歌い、その合いの手としてオーケストラのトランペットが「ラッパの動機」を奏でる。「神がお前（大砲のこと）を呪い給い･･････」と激しく歌われるフレーズの頂点で「ラッパの動機」がオーケストラのティンパニ、バスドラム、ピアノのクレッシェンドを伴って盛り上がり「怒りの日」の再現になだれこむ。この後は次第にテンポを落とし、合唱を従えたソプラノ独唱による「涙の日（ラクリモサ）」に続く。ゆっくりとした美しい音楽だが、4分の7拍子のリズムが「怒りの日」から続いている。続けてオーウェンの詩「むなしさ（Futility）」がテノール独唱によってレチタティーヴォ風に歌われる。フランスの冬の戦場で、戦友の遺体を前に太陽の光がもはや彼を目覚めさせることがないことを嘆く。ここに「涙の日」の音楽がオーバーラップし、「こんなことになるために　土くれは大きくなったというのか。」と「涙にくれる　その日こそ　灰の中よりよみがえる日」とが交互に歌われ、聴く者の心を打つ。第1章の末尾と同様に、無伴奏の合唱が「慈悲深きイエス、主よ、彼らに平安を与えたまえ。」と歌い、静かに「怒りの日」を締めくくる。

### 第3章：オッフェルトリウム（奉献唱）
創世記の「アブラハムとイサク」の逸話に因んでおり、オーウェンの詩は典礼文に対する辛辣なアイロニーとなっている。オルガンを伴う児童合唱による導入部に続き、主部では合唱が「主がその昔アブラハムとその子孫とに約束したもうた･･････」を、伝統的な作法どおりフーガにより歌う。引き続きテノール独唱とバリトン独唱により、オーウェンの詩「老人と若者の寓話（The Parable of the Old man and the Young）」が歌われる。我が子を殺して生贄にするよう神に命じられたアブラハムは、イサクを縛りつけ殺そうとするが（ここで「ラッパの動機」が奏でられる。）、アブラハムの強い信仰を見届けた神は天使を遣わして殺害をやめさせようとする。ここまでは創世記と同じであるが、オーウェンの詩では天使の勧告にもかかわらず、アブラハムはイサクを殺してしまう。テノール独唱とバリトン独唱が「いうならば、ヨーロッパの子孫の半ばを、ひとりずつ（殺したのである）･･････」のフレーズを、休止を挟みながら繰り返す背後では、児童合唱が静かに「主よ、称賛の生贄と祈りを捧げ奉る」と歌うが、この部分の児童合唱は独唱よりも遅いテンポで演奏され、まるで違った次元から響くように聞こえる。その後、フーガの再現となるが、終始 pp 以下のデュナーミクで演奏され、最後は消えるように終わる。
なお、天使がアブラハムを止めようとする場面の音楽は、自作の『カンティクル第2番「アブラハムとイサク」』作品51（1952年）の冒頭部を引用している。

### 第4章：サンクトゥス（聖なるかな）
大きく2つに区分される。前半は、ガムランを思わせる金属打楽器のトレモロに乗ったソプラノ独唱に始まる。なお、トレモロの音は最初が「嬰ヘ音」、次が「ハ音」である。輝かしいファンファーレを伴った壮大な「いと高き天にホザンナ」が合唱によって歌われ、その中間部にはソプラノ独唱と合唱による「ベネディクトゥス」が置かれている。後半は、バリトン独唱によるオーウェンの詩「最後（The End）」が、神を讃える輝かしい前半と対照をなすように置かれる。この詩の「生はこれらの死んだ体を蘇らせてくれるのだろうか。本当に、すべての死を取り消し、すべての涙を鎮めてくれるのだろうか。」という問いかけの言葉は、オーウェンの墓碑銘にも使われている。

### 第5章：アニュス・デイ（神の子羊）
16分の5拍子の静かな音楽であり、6つの楽章中で最も短い。この楽章ではオーウェンの詩が中心であり、その合間にラテン語の典礼文が歌われる構成となっている。弦楽器による短い前奏があり、テノール独唱がオーウェンの「アンクル河近くのキリストの十字架像のあるところで（At a Calvary near the Ancre）」を歌い、混声合唱が「神の子羊、世の罪を除き給う主よ、彼らに永遠の安息を与えたまえ。」と典礼文による合いの手を入れる。なお、この楽章の混声合唱は座って歌うよう指示されている。オーウェンの詩の最後の一節「法学者たちは、すべての国民たちに口やかましく言い、国家に対する忠誠を押しつけるが、大いなる愛を愛する者たちは自らの命を投げ出すが、憎むことはないのだ。」の部分では、抗議するように音楽が高まり、「国家に対する忠誠を押しつける」という言葉が f で歌われるが、諦めたように音楽がおさまる。続けてテノール独唱が、英語でなくラテン語で「彼らに平和を与えたまえ（Dona nobis pacem）」と歌い静かに終わる。

### 第6章：リベラ・メ（我を解き放ちたまえ）
全曲のクライマックスが置かれており、三つの部分に区分される。第一の部分は打楽器の葬送行進曲風のリズムにのり、亡者が地獄でつぶやくように「我を解き放ちたまえ･･････」と合唱が歌う。音楽は不協和音や半音階を使いながら次第に緊張感を高めていく。途中からはソプラノ独唱も加わり、やがて「怒りの日」が再現され、オーケストラと合唱が fff で爆発する。これが静まると、オーウェンの詩集の最初に収められている作品「奇妙な出会い（Strange Meeting）」による第二の部分となる。戦死したイギリス兵が地獄でドイツ兵と出会って言葉を交わすという内容であり（原詩には地獄にいることに気づく部分があるが、ブリテンはここを割愛している。）、室内オーケストラの伴奏には pp に加え「冷たく（cold）」の指示がある。静寂の中、イギリス兵（テノール独唱）、ドイツ兵（バリトン独唱）がレチタティーヴォ風に歌う。ドイツ兵は生前の希望と戦争の悲哀を歌った後、「私は君が殺した敵だよ。」と明かし、「さあ、一緒に眠ろうじゃないか･･････ （Let us sleep now....）」と語りかける。最後の語りかけからが第三の部分であり、テノール独唱とバリトン独唱が「Let us sleep now」を繰り返す中、オルガンを伴った児童合唱による「楽園にて（イン・パラディスム）」の典礼文「天使が汝らを天国に導き･･････」が重なり、ソプラノ独唱や混声合唱、オーケストラも次々と加わって豊かな響きとなる。英語のテクストとラテン語のテクストが同時が歌われ、演奏者の音楽が一つに融和する、この曲の最も感動的な場面である。やがて「嬰ヘ音」と「ハ音」による鎮魂の鐘が回帰し、無伴奏合唱の「アーメン」により静かに曲は閉じられる。